# Endorama
Endorama – dziewiąty album studyjny grupy Kreator wydany w 1999 roku. Płyta dotarła do 68. miejsca listy Media Control Charts w Niemczech.

## Lista utworów
| Nr  | Tytuł utworu         | Długość |
| --- | -------------------- | ------- |
| 1.  | „Golden Age”         | 4:51    |
| 2.  | „Endorama”           | 3:20    |
| 3.  | „Shadowland”         | 4:27    |
| 4.  | „Chosen Few”         | 4:30    |
| 5.  | „Everlasting Flame”  | 5:23    |
| 6.  | „Passage to Babylon” | 4:24    |
| 7.  | „Future Ring”        | 4:44    |
| 8.  | „Entry”              | 1:05    |
| 9.  | „Soul Eraser”        | 4:30    |
| 10. | „Willing Spirit”     | 4:36    |
| 11. | „Pandemonium”        | 4:10    |
| 12. | „Tyranny”            | 4:01    |
|     |                      | 50:01   |

## Twórcy
- Mille Petrozza - gitara, śpiew
- Jürgen Reil - perkusja
- Christian Giesler - gitara basowa
- Tommy Vetterli - gitara

Gościnnie
- Tilo Wolff - śpiew w utworze "Endorama"